# منتخب لوكسمبورغ تحت 17 سنة لكرة القدم
منتخب لوكسمبورغ تحت 17 سنة لكرة القدم (بالفرنسية: Équipe du Luxembourg des moins de 17 ans de football) هو ممثل لوكسمبورغ الرسمي في المنافسات الدولية في كرة القدم في فئة كرة قدم تحت 17 سنة للرجال، يديريه اتحاد لوكسمبورغ لكرة القدم.